# Décès en octobre 2002
Décès
- 1998
- 1999
- 2000
- 2001
- 2002
- 2003
- 2004
- 2005
- 2006

Pour une information complémentaire, voir la page d'aide.

| Date       | Nom                       | Activités                                                                                                 | Âge | Source |
| ---------- | ------------------------- | --- | --- | ------ |
| 2 octobre  | Paul Sérant               | journaliste, essayiste et romancier                                                                       | 80  |        |
| 4 octobre  | André Delvaux             | réalisateur belge                                                                                         | 76  |        |
| 5 octobre  | Brigitte Massin           | musicologue et mélomane française                                                                         | 75  |        |
| 6 octobre  | Prince Claus des Pays-Bas | époux de la reine Béatrix                                                                                 | 76  |        |
| 9 octobre  | Bruno O'Ya                | acteur et chanteur estonien                                                                               | 69  |        |
| 9 octobre  | Aileen Wuornos            | Tueuse en série américaine                                                                                | 46  |        |
| 11 octobre | Betty Molesworth Allen    | Botaniste néo-zélandaise.                                                                                 | 89  |        |
| 12 octobre | Ray Conniff               | Chef d'orchestre, compositeur et tromboniste américain                                                    | 85  |        |
| 13 octobre | Keene Curtis              | acteur américain                                                                                          | 79  |        |
| 13 octobre | Billy McAdams             | footballeur international nord-irlandais                                                                  | 68  |        |
| 13 octobre | Eileen Southern           | musicologue afro-américaine                                                                               | 82  |        |
| 19 octobre | Manuel Álvarez Bravo      | photographe mexicain                                                                                      | 100 |        |
| 19 octobre | Nikolaï Roukavichnikov    | cosmonaute soviétique                                                                                     | 69  |        |
| 20 octobre | Bernard Fresson           | comédien                                                                                                  | 71  |        |
| 21 octobre | Beatrice Serota           | Femme politique britannique                                                                               | 83  |        |
| 21 octobre | François Soubeyran        | membres du quatuor vocal Les Frères Jacques                                                               | 83  |        |
| 22 octobre | Reinhard Breder           | Conseiller du gouvernement allemand et SS-Standartenführer participant à l'Holocauste en Union Soviétique | 91  |        |
| 22 octobre | Richard Helms             | ancien directeur de la CIA                                                                                | 89  |        |
| 22 octobre | Willy Michaux             | coureur cycliste belge de demi-fond                                                                       | 89  |        |
| 22 octobre | Enrique Perales           | Footballeur péruvien.                                                                                     | 88  |        |
| 24 octobre | Hermán Gaviria            | Footballeur international colombien.                                                                      | 32  |        |
| 25 octobre | Christine Gouze-Rénal     | productrice de cinéma française                                                                           | 87  |        |
| 25 octobre | Richard Harris            | acteur et réalisateur irlandais                                                                           | 72  |        |
| 25 octobre | René Thom                 | mathématicien français, père de la « théorie des catastrophes »                                           | 78  |        |
| 26 octobre | Général Jacques Massu     | militaire, officier général                                                                               | 94  |        |
| 27 octobre | Albert Dusch              | footballeur et arbitre de football allemand                                                               | 89  |        |
| 28 octobre | Lawrence Dobkin           | acteur, réalisateur, scénariste et producteur américain                                                   | 83  |        |
| 29 octobre | Dragan Malesevic Tapi     | peintre yougoslave                                                                                        | 53  | (sr)   |
| 30 octobre | Pierre Aigrain            | physicien et homme politique français                                                                     | 78  |        |
| 30 octobre | Juan Antonio Bardem       | réalisateur espagnol                                                                                      | 80  |        |
| 30 octobre | Jam Master Jay            | DJ de Run–D.M.C.                                                                                          | 37  |        |
| 31 octobre | Lionel Poilâne            | boulanger français                                                                                        | 57  |        |
| 31 octobre | Raymond Savignac          | publicitaire français                                                                                     | 94  |        |
| 31 octobre | Raf Vallone               | acteur italien                                                                                            | 86  |        |